# 뼈와 살이 타는 밤
《뼈와 살이 타는 밤》은 한국에서 제작된 조명화 감독의 1985년 영화이다. 현지혜 등이 주연으로 출연하였고 김화식 등이 제작에 참여하였다.

## 출연

### 주연
- 현지혜
- 이정애

## 기타
- 조명: 김강일